# Raouf Chabchoub
Raouf Chabchoub, né le 15 mai 1954, est un handballeur tunisien.

## Carrière
Il évolue au Club africain, avec lequel il est notamment vice-champion de Tunisie en 1976 et champion en 1986. 
Avec l'équipe de Tunisie, il dispute les Jeux olympiques d'été de 1976.